# Boulevard (Kalifornija)
Boulevard je naseljeno područje za statističke svrhe u američkoj saveznoj državi Kalifornija. Prema popisu stanovništva iz 2010. u njemu je živjelo 315 stanovnika.